# Mosannona maculata
Mosannona maculata là loài thực vật có hoa thuộc họ Na. Loài này được Chatrou & Welzenis mô tả khoa học đầu tiên năm 1998.